# Maggie terve
A Maggie terve (eredeti cím: Maggie's Plan) 2015-ben bemutatott amerikai romantikus filmvígjáték, amelyet Rebecca Miller írt és rendezett. A főbb szerepekben Greta Gerwig, Ethan Hawke, Bill Hader, Maya Rudolph és Travis Fimmel látható.
Az Amerikai Egyesült Államokban 2015. szeptember 12-én mutatták be a Torontói Nemzetközi Filmfesztiválon, a mozikban 2016. május 20-án debütált.

## Szereplők
| Színész             | Szerep             | Magyar hang             |
| ------------------- | ------------------ | ----------------------- |
| Greta Gerwig        | Maggie Hardin      | Nemes Takách Kata       |
| Ethan Hawke         | John Harding       | Kaszás Gergő            |
| Julianne Moore      | Georgette Nørgaard | Major Melinda           |
| Bill Hader          | Tony               | Horváth Illés           |
| Maya Rudolph        | Felicia            | Létay Dóra              |
| Travis Fimmel       | Guy Childers       | Karácsonyi Zoltán       |
| Wallace Shawn       | Kliegler           | Cs. Németh Lajos        |
| Ida Rohatyn         | Lily Harding       | Dolmány-Bogdányi Korina |
| Alex Morf           | Al Bentwaithe      | Joó Gábor               |
| Jackson Frazer      | Paul Harding       | Vida Bálint             |
| Mina Sundwall       | Justine Harding    | Hermann Lilla           |
| Fredi Walker-Browne | Beverly            | Kocsis Mariann          |
| Monte Greene        | Max                | Mayer Marcell           |